# Trynidad i Tobago na Letnich Igrzyskach Olimpijskich 1996
Trynidad i Tobago na Letnich Igrzyskach Olimpijskich 1996 reprezentowało 12 zawodników: ośmiu mężczyzn i cztery kobiety. Był to 12 start reprezentacji Trynidadu i Tobago na letnich igrzyskach olimpijskich.

## Zdobyte medale
| Medal | Zawodnik   | Dyscyplina    | Konkurencja            | Rezultat |
| ----- | ---------- | ------------- | ---------------------- | -------- |
| Brąz  | Ato Boldon | Lekkoatletyka | bieg na 100 m mężczyzn | 9,90 s   |
| Brąz  | Ato Boldon | Lekkoatletyka | bieg na 200 m mężczyzn | 19,80 s  |

## Skład kadry

### Badminton
Kobiety
- Debra O'Connor – gra pojedyncza – 33. miejsce

### Boks
Mężczyźni
- Kurt Sinette – waga lekkośrednia (do 71 kg) – 17. miejsce,

### Kolarstwo torowe
Mężczyźni
- Gene Samuel – 1 km ze startu zatrzymanego – 10. miejsce,

### Lekkoatletyka
Kobiety
- Natasha Alleyne – skok wzwyż – 26. miejsce

Mężczyźni
- Ato Boldon
  - bieg na 100 metrów – 3. miejsce,
  - bieg na 200 metrów – 3. miejsce,
- Neil De Silva
  - bieg na 200 metrów – odpadł w półfinale,
  - bieg na 400 metrów – odpadł w półfinale,
- Robert Guy – bieg na 400 m – odpadł w eliminacjach,
- Ronnie Holassie – maraton – 75. miejsce,
- Kirt Thompson – rzut oszczepem – 33. miejsce,

### Pływanie
Kobiety
- Siobhan Cropper
  - 50 m stylem dowolnym – 19. miejsce,
  - 100 m stylem dowolnym – 26. miejsce,
- Cerian Gibbes
  - 100 m stylem klasycznym – 44. miejsce,
  - 200 m stylem klasycznym – 39. miejsce,

### Tenis stołowy
Mężczyźni
- Dexter St. Louis – gra pojedyncza – 49. miejsce